# Take My Hand, Precious Lord
«Take My Hand, Precious Lord», также «Precious Lord, Take My Hand» (рус. Господи, возьми меня за руку) — американская песня в жанре госпел, написанная в 1930-е гг. Томасом Дорси на мелодию церковного гимна 1844 года «Maitland» американского композитора Джорджа Аллена. Дорси написал её под впечатлением от смерти своей жены в августе 1932 года.
Насколько известно, самая ранняя запись песни была сделана 16 февраля 1937 года госпельным ансамблем Heavenly Gospel Singers для лейбла Bluebird Records. Песню также записывали Махалия Джексон (1956), Арета Франклин (1956), Элвис Пресли (1957), Чет Аткинс (1962),Литл Ричард (1960), Джим Ривз (1965), Нина Симон (1968), Би Би Кинг (1987), Глэдис Найт (1998), Энгельберт Хампердинк (2003), Фейт Хилл (2005) и др.
Махалия Джексон исполнила «Take My Hand, Precious Lord» на похоронах Мартина Лютера Кинга в 1968 году (это была одной из любимых песен негритянского политика). В свою очередь, Арета Франклин исполнила песню на похоронах Махалии Джексон в 1972 году. В 2015 году Beyonce выступила с «Take My Hand, Precious Lord» на 57 Grammy Awards.